# Jon Lord
Jonathan Douglas Lord (Leicester, 9 giugno 1941 – Londra, 16 luglio 2012) è stato un compositore, pianista e organista britannico, tra i tastieristi più famosi ed influenti della storia del rock, fondatore e membro dei Deep Purple.
Fu un grande innovatore dell'organo Hammond di cui è stato uno dei più famosi utilizzatori, riuscendo a rendere il suo suono ruggente e adatto al sound hard rock. Fu anche membro della band Whitesnake.

## Biografia

### Gioventù
Votato fin da giovane alla musica (il padre era un sassofonista), iniziò a prendere lezioni di pianoforte classico, incoraggiato anche dal padre musicista, con un insegnante locale, tale Frederick Alt. La sua preparazione classica fu un marchio di fabbrica ricorrente nel suo lavoro, costantemente influenzato dalla musica classica, in particolar modo da Bach ed Elgar. Tra il 1952 ed il 1958 frequentò la Wyggeston Grammar school di Leicester; fu in questo periodo che Lord conobbe il rock 'n' roll e l'R&B, vedendo esibirsi al De Montfort Hall di Leicester artisti come Jerry Lee Lewis e Buddy Holly, ma la scoperta dell'organo Hammond, avvenuta grazie all'ascolto di organisti jazz come Jimmy Smith, lo segnò per il resto della sua vita.

### Trasferimento a Londra
Terminati gli studi, nel 1959, si trasferì a Londra dove frequentò il Royal College of Music. Dopo le prime esperienze come pianista jazz con la The Bill Ashton Combo, si trovò a far parte della Red Bludd's Bluesicians, chiamatasi successivamente The Art Wood Combo e quindi The Artwoods quando Art Wood (fratello maggiore di Ronnie Wood) vi prese parte come cantante.
Gli Artwoods finirono sotto contratto con l'etichetta discografica Decca Records e incominciarono a suonare senza sosta nei locali e club londinesi, finendo, nel 1966, nella classifica inglese con il singolo I Take What I Want. Lo stesso anno viene pubblicato l'album Art Gallery.
Nel 1967 la formazione cambia di nuovo nome, presentandosi come St Valentines Day Massacre in occasione dell'uscita di un loro singolo. Nello stesso periodo Lord si diploma in pianoforte al conservatorio.
Jon nel frattempo era anche arrangiatore e session-man (da ricordare la sua partecipazione nel 1964 al primo album omonimo dei Kinks) e formò i Santa Barbara Machine Head che però si divisero con solo tre brani registrati all'attivo.
Successivamente prese parte ai The Flowerpot Men dove incontrò il bassista Nick Simper e quindi il batterista Chris Curtis che lo avvicinò a Tony Edwards, uomo d'affari e manager.

### Con i Deep Purple
In questo incontro gli venne proposto di formare una nuova band che, verso il 1967, coinvolse anche il chitarrista Ritchie Blackmore, dando così il via al primo nucleo originario dei Deep Purple.
Jon Lord nei Deep Purple rivelò il proprio stile. Ignorando l'uscita del sintetizzatore Moog, preferì utilizzare il suo strumento prediletto, l'organo Hammond, cercando di rendere il suo suono sufficientemente duro da poter assomigliare ad una chitarra elettrica. È curioso l'utilizzo dell'amplificatore prima 'per basso' poi "per chitarra" Marshall da parte di Jon Lord, che utilizzava per amplificare il proprio Hammond, rendendo il sound dei Deep Purple unico al mondo. I tastieristi Keith Emerson e Rick Wakeman espressero entrambi la loro ammirazione nei confronti di Jon Lord per la geniale quanto semplice intuizione. 
Oltre all'inseparabile organo, Lord apprezzava molto il suono di tastiere come il Rhodes ed il clavicembalo, prova lampante del suo stile, una miscela di erudizioni da pianista e organista classico (notevoli in proposito le influenze da Beethoven alla musica organistica di Bach) con ben più energiche esecuzioni all'organo Hammond in chiave blues e rock.
Si distinse anche per delle doti compositive di grande valore, oltre ad essere stato il principale fautore del Concerto for Group and Orchestra (l'intera partitura fu scritta dallo stesso Lord e si vocifera che le parti staccate per l'orchestra fossero state scritte dal tastierista la notte prima del debutto), Lord è accreditato come autore in alcuni dei pezzi più famosi dei Deep Purple, oltre ad essere il compositore del riff principale di Child in Time, un classico della band.
Nei Deep Purple suonò dal 1968 al 1975 nelle classiche formazioni MK I, II, III, IV e su tutti e dodici gli album da studio e live. Esegue anche progetti paralleli che lo portarono a realizzare The Gemini Suite, Windows (1974) e Sarabande (1976). I migliori momenti nella band possono essere considerati per intero gli album In Rock (1970) e Machine Head (1972), il live Made in Japan (1972), l'assolo su Rat Bat Blue dall'album Who Do We Think We Are (1973). 
Come già sopraccitato, Lord cedette raramente alle avances dei sintetizzatori, spesso limitando il loro utilizzo al Ring Modulator unito all'Hammond, per dare all'organo il caratteristico suono "da battaglia spaziale" che ben possiamo ascoltare su Made in Japan. Notevole è anche l'utilizzo del synth ARP Odyssey su pezzi come Burn e Love Child.
Jon nei primi anni settanta collaborò anche con Ashton Gardner & Dyke nella realizzazione di una colonna sonora The Last Rebel (1971).

### Dopo i Deep Purple
Nel 1976, insieme a Ian Paice e Tony Ashton formò i Paice Ashton Lord che pubblicarono un solo album seguito da un tour.
Dopo il 1978, Jon lavorò anche con Maggie Bell prima di far parte dei Whitesnake dall'agosto del 1978.
Incise sei album col gruppo di David Coverdale e contemporaneamente, fuori dalla band, suonò anche in due lavori solisti del chitarrista dei Whitesnake Bernie Marsden; compose il tema musicale per il Country Diary of an Edwardian Lady e nel 1982 pubblicò un proprio album solista Before I Forget, prima dell'abbandono dei Whitesnake e del riavvicinamento con i Deep Purple nel 1984 che lo vide impegnato nella pubblicazione di altri sei album.
In questo periodo Lord prende parte anche al secondo progetto solista di David Gilmour, About Face (1984), che vede Lord ai sintetizzatori.
Nel 1999 pubblicò un altro lavoro solista, Pictured Within, e nel 2001, per problemi fisici, lasciò temporaneamente i Deep Purple per poi tornare e salutarli definitivamente nel 2002 dopo un tour in Inghilterra.
Nel 2003 partecipò a un progetto blues e pubblicò Live at the Basement con la Hoochie Coochie Man dell'ex Rainbow, Black Sabbath Ozzy Osbourne e Uriah Heep Bob Daisley.
Il DVD e il relativo CD saranno ripubblicati con materiale bonus da Edel Records sul finire del 2007.
Nel 2004 ha pubblicato Beyond the Notes, lavoro di impronta classica e orchestrale, registrato con la collaborazione degli archi del Trondheim Soloist, mentre per le parti vocali hanno partecipato Sam Brown, Anni-Frid Lyngstad e Miller Anderson.
A settembre 2007 Jon Lord pubblica un nuovo album di blues rock sotto il marchio Hoochie Coochie Men, sempre insieme a Bob Daisley.
Il disco Danger: White Men Dancing pubblicato da Edel Records, vede anche la prestigiosa partecipazione di Ian Gillan in due brani, di fatto un'inattesa riunione dei due storici componenti dei Deep Purple. L'album è anche stato pubblicato in una confezione limitata con un DVD di oltre 40 minuti in cui Jon Lord racconta i retroscena che lo hanno riportato al rock con questa band.
Il 9 agosto 2011 Jon Lord ha dichiarato sul suo sito ufficiale di essere malato di cancro e di dover momentaneamente interrompere ogni sua performance per poter seguire i trattamenti e le cure della malattia.
È morto all'età di 71 anni il 16 luglio 2012 alla London Clinic per un'embolia polmonare dopo una lunga lotta contro il tumore al pancreas di cui soffriva da circa un anno.
Il 30 settembre del 2014 viene pubblicato l'album tributo "Celebrating Jon Lord", resoconto del concerto tenuto il 4 aprile del 2014 alla Royal Albert Hall di Londra, al quale hanno partecipato tra gli altri Paul Weller, Bruce Dickinson e Rick Wakeman.

## Stile e influenze
In Lord, pianista di formazione classica, si notano fin da subito numerose influenze dalla musica di Bach, Beethoven e Mozart, spesso aggiungendo alle sue improvvisazioni licks di questi compositori, fino ad arrivare a vere e proprie rivisitazioni delle loro composizioni in chiave rock all'organo Hammond. Come ogni altro musicista rock, però, risente anche di forti radici afroamericane, specialmente dal blues e dal jazz, provenienti dall'ascolto di musicisti quali Jimmy Smith. Il Lord improvvisatore faceva sovente uso di un approccio fortemente pentatonico, e di un fraseggio fatto di virtuosismi, continui glissando e cromatismi; il materiale scalare si basava principalmente su scale blues e pentatoniche minori, spesso fuse alla scala minore armonica ed al modo dorico.
Il suo stile innovativo ha influenzato numerosi artisti della scena hard rock ed heavy metal a seguire; artisti come Jordan Rudess, Peter Baltes, Rudy Sarzo, Glen Drover e Adam Wakeman affermarono di essere stati influenzati dal suo sound e dal suo modo di suonare; altri importanti artisti come Rick Wakeman, Keith Emerson, Geezer Butler, David Coverdale, Lars Ulrich, Slash, Joe Bonamassa, Damon Johnson, Tracii Guns, Tom Morello, Graham Bonnet e Joe Lynn Turner hanno affermato pubblicamente la loro stima nei suoi confronti e la grande influenza che ha avuto sul rock.

## Discografia

### Con The Artwoods
- 1966 - Art Gallery
- 1983 - 100 Oxford Street

### Con i Deep Purple

#### Album in studio
- 1968 - Shades of Deep Purple
- 1968 - The Book of Taliesyn
- 1969 - Deep Purple
- 1970 - Deep Purple in Rock
- 1971 - Fireball
- 1972 - Machine Head
- 1973 - Who Do We Think We Are
- 1974 - Burn
- 1974 - Stormbringer
- 1975 - Come Taste the Band
- 1984 - Perfect Strangers
- 1987 - The House of Blue Light
- 1990 - Slaves & Masters
- 1993 - The Battle Rages On...
- 1996 - Purpendicular
- 1998 - Abandon
- 2003 - Bananas (brani: I've Got Your Number, Picture of Innocence e Long Time Gone)

#### Live
- 1968 - Live at the Forum
- 1969 - Concerto for Group and Orchestra
- 1970 - Gemini Suite Live
- 1972 - Made in Japan
- 1974 - California Jam Live
- 1975 - Last Concert In Japan
- 1976 - Made in Europe
- 1980 - Deep Purple in Concert 70/72
- 1982 - Live in London
- 1985 - Knebworth 85
- 1988 - Nobody's Perfect
- 1988 - Scandinavian Nights (pubblicato anche col titolo Live & Rare)
- 1991 - In the Absence of Pink
- 1993 - Come Hell or High Water
- 1996 - California Jamming
- 1996 - Mk III - The Final Concerts
- 1996 - On the Wings of a Russian
- 1997 - Live at the Olympia 96
- 1999 - Total Abandon - Live In Australia
- 1999 - Live at the Royal Albert Hall
- 2000 - Live at the Rotterdam Ahoy
- 2001 - This Time Around: Live in Tokyo (intero show del concerto "The Last Concert in Japan")
- 2001 - Space Vols. 1 & 2
- 2001 - The Bootleg Collection 1984-2000
- 2001 - The Soundboard Series
- 2004 - New Live & Rare"
- 2006 - Live in Montreux 1969
- 2007 - Live in Denmark 1972
- 2011 - BBC Sessions 1968-1970
- 2019 - Live in Newcastle 2001

### Solista
Album in studio
- 1971 - Gemini Suite
- 1974 - Windows
- 1976 - Sarabande
- 1982 - Before I Forget
- 1984 - The Country Diary of an Edwardian Lady
- 1998 - Pictured Within
- 2004 - Beyond the Notes
- 2007 - Durham Concerto
- 2008 - Boom of the Tingling Strings
- 2010 - To Notice Such Things
- 2012 - Concerto for Group and Orchestra

Live
- 2011 - Jon Lord Blues Project Live
- 2011 - Jon Lord Live

### Con Tony Ashton
- 1971 - The Last Rebel
- 1974 - First Of The Big Bands, BBC Radio 1 Live In Concert

### Con Paice, Ashton, Lord
- 1976 - Malice In Wonderland
- 1992 - BBC Radio 1 Live In Concert

### Con i Whitesnake
- 1978 - Trouble
- 1979 - Lovehunter
- 1980 - Ready an' Willing
- 1981 - Come an' Get It
- 1982 - Saints & Sinners
- 1984 - Slide It in

### Con gli Hoochie Coochie Men
- 2003 - Live At The Basement
- 2007 - Danger: White Men Dancing (studio album)
- 2007 - Live at the Basement (DVD + Bonus CD "The Hoochie Coochie Men")